# 10 км (Марий Эл)
10 км — упразднённый посёлок в Моркинском районе Марийской АССР Российской Федерации. Входил на год упразднения в Мочалищенский поссовет, в XXI веке — на территории городского поселения Суслонгер.

## География
Посёлок находился в юго-восточной части республики, в зоне хвойно-широколиственных лесов, на ведомственной железнодорожной ветке, в 3 км от центра поселковой администрации — посёлка Мочалище, в 10 км от ближайшей железнодорожной станции Суслонгер.

### Географическое положение
Расстояние до
- 11 км. Юшутской ж. д. ветки (→ ≈1 км)
- пос. 8-й километр Юшутской железной дороги (← 1.6 км)
- 12 км. Юшутской ж. д. ветки (→ ≈2.2 км)
- пос. 7-й километр Юшутской железной дороги (← 2.5 км)
- пос. Мочалище (↖ 2.8 км)
- выс. Поланур (→ ≈3 км)
- 13 км. Юшутской ж. д. ветки (→ ≈3.2 км)
- пос. 15-й километр Юшутской железной дороги (→ 4.5 км)
- пос. Филиппсола (↘ 4.5 км)

### Климат
Климат характеризуется как умеренно континентальный, с умеренно холодной снежной зимой и относительно тёплым летом. Среднегодовая температура воздуха — 2,3 °С. Средняя температура воздуха самого тёплого месяца (июля) — 18,2 °C (абсолютный максимум — 38 °C); самого холодного (января) — −13,7 °C (абсолютный минимум — −47 °C). Безморозный период длится с середины мая до середины сентября. Среднегодовое количество атмосферных осадков составляет 491 мм, из которых около 352 мм выпадает в период с апреля по Зеленогор.

## История
5 апреля 1973 года объединен с посёлком Мочалище и исключен из учётных данных.
Справочники по АТД Марийской АССР на 1 января 1974 года и на 1 января 1978 указывают посёлок в составе Мочалищенского поссовета
(«Марийская АССР. Административно-территориальное деление на 1 января 1974 года», Йошкар-Ола, 1974, С 24; «Марийская АССР. Административно-территориальное деление на 1 января 1978 года», Йошкар-Ола, 1978, С.9).

## Инфраструктура
На 10 километре  ведомственной Юшутской железной дороги от станции Суслонгер отходила ветка на пос. Октябрьский.

## Транспорт
Проходила Юшутская железнодорожная ветка (к 2004 году разобрана).